# Musikfilm
Ein Musikfilm ist ein fiktionaler Film, der von vielen musikalischen Darbietungen geprägt ist. Die verwendeten Musiknummern sind dabei – im Gegensatz zu „normalen Filmen“ – nicht nur Hintergrund-Untermalung, sondern integraler Handlungsbestandteil.
Als Subgenres können das Filmmusical, der Operettenfilm, der Revuefilm, der Schlagerfilm und der Tanzfilm angesehen werden. Nicht zugehörig sind überwiegend dokumentarisch geprägte Filme wie der Konzertfilm, Mitschnitte und ähnliche dokumentarische Formate.

## Entstehung
Die ersten Filme waren Stummfilme, deren Vorführung von einem Pianisten oder einem Live-Orchester untermalend begleitet wurde. Die technische Möglichkeit, Bild und Ton zu synchronisieren, erschien zunächst als interessante Möglichkeit, die Musik eines Orchesters auch in kleine Kinosäle zu tragen. Der erste Tonfilm in Spielfilmqualität Der Jazzsänger (1927) mit Al Jolson hat daher weiterhin die im Stummfilm üblichen Texttafeln und verwendet die Möglichkeit des Tons nur für einige Gesangseinlagen.
Mit den verbesserten technischen Möglichkeiten, auch gesprochene Dialoge aufzuzeichnen, trat die Musik binnen kurzer Zeit (etwa ab 1930) in den Hintergrund zugunsten von dialogorientierten, handlungsgestützten Filmen. Jetzt erst kann man vom Musikfilm als eigenem Genre (in Abgrenzung zum „normalen“, dialogorientierten Film) sprechen.
Der Musikfilm erlebte in Hollywood als Filmmusical eine Blütezeit zwischen den 1930er- und 1960er-Jahren mit Stars wie Ginger Rogers, Fred Astaire und Gene Kelly. In Deutschland entwickelte sich im gleichen Zeitraum der Revuefilm, der die Prinzipien der zu jener Zeit üblichen großen Revue-Shows in das Medium Film übertrug. In den 1950er-Jahren entwickelt sich in Deutschland der Schlagerfilm, in dem die meist heitere Handlung durch Schlager ergänzt wird. Stars wie Peter Alexander, Caterina Valente, Vico Torriani und Fred Bertelmann haben mit diesen Filmen in Deutschland großen Erfolg. Sie werden in den 1960er-Jahren von Peter Kraus, Cornelia Froboess, Gus Backus, Vivi Bach und Hannelore Auer abgelöst, bevor der Schlagerfilm in den frühen 1970ern mit Filmen mit Roy Black, Chris Roberts und Heintje sein Ende fand.
In den 1960er Jahren werden in den USA Musikstars wie Elvis Presley oder in Großbritannien die Beatles in Filmen eingesetzt, die auf sie speziell zugeschnitten sind.
Auch heute ist der Musikfilm noch ein wirtschaftlich erfolgreiches Genre. Musikfilme wie die oscarprämierten Streifen Moulin Rouge oder Black Swan finden neue und kreative Möglichkeiten, Musik im Rahmen eines Films einzusetzen. Auch die meisten Disney-Animations-Filme kann man als Musikfilme bezeichnen. Musikstars wie Alan Menken oder Elton John schreiben für diese sehr erfolgreichen Produktionen die Musik. Im indischen Film sind Musikeinlagen ein typischer und eigenständiger Bestandteil des kommerziellen Kinos.

## Chronologie (Auswahl aus allen Richtungen)
- 1927: Der Jazzsänger, Spielfilm, USA, Regie: Alan Crosland
- 1935: Top Hat, Spielfilm mit Fred Astaire und Ginger Rogers, USA, Regie: Mark Sandrich
- 1938: Wolga, Wolga, Spielfilm, Sowjetunion, Regie: Grigori Wassiljewitsch Alexandrow
- 1940: Wunschkonzert, NS-Propagandaspielfilm, Deutschland, Regie: Eduard von Borsody
- 1960: Jazz on a Summer’s Day, Dokumentarfilm über das Newport Jazz Festival 1958, USA, Regie: Bert Stern
- 1961: West Side Story, Spielfilm nach dem Musical von Leonard Bernstein, USA, Regie: Robert Wise und Jerome Robbins
- 1964: Les Parapluies de Cherbourg, Spielfilm, Frankreich, Regie: Jacques Demy
- 1965: Smith, James O., Organist, USA, Dokumentarfilm über die Europatournee des Jimmy-Smith-Trio, BRD, Regie: Klaus Wildenhahn
- 1966: John Cage, Dokumentarfilm, BRD, Regie: Klaus Wildenhahn
- 1967: Dont Look Back, Dokumentarfilm über Bob Dylans Großbritannien-Tournee im Jahr 1965, USA, Regie: Donn Alan Pennebaker
- 1968: Chronik der Anna Magdalena Bach, Spielfilm, BRD, Regie: Jean-Marie Straub
- 1968: Yellow Submarine, Zeichentrickfilm mit den The Beatles, Großbritannien/USA, Regie: George Dunning
- 1968: One plus One/Sympathy for the Devil, Dokumentarfilm über die Rolling Stones und einiges andere, Regie: Jean-Luc Godard
- 1969: L’amour de la vie, engl. Arthur Rubinstein – The Love of Life, Dokumentarfilm, Regie: Gérard Patris, François Reichenbach
- 1970: Woodstock, Dokumentarfilm, USA, Regie: Michael Wadleigh
- 1972: The Harder They Come, Spielfilm, Jamaika, Regie: Perry Henzell
- 1974: Antonia: A Portrait of the Woman, Dokumentarfilm über die Dirigentin Antonia Brico, USA, Regie: Judy Collins und Jill Godmilow
- 1976: Die Comedian Harmonists – Sechs Lebensläufe (TV-Dokumentarfilm für den NDR, 2 Teile), Buch und Regie: Eberhard Fechner
- 1980: The Great Rock ’n’ Roll Swindle, halbfiktiver Film über die Sex Pistols, UK, Regie: Julien Temple
- 1983: La Tragédie de Carmen, Regie: Peter Brook, nach seiner Inszenierung der Oper von Bizet
- 1985: Ornette: Made in America, Dokumentarfilm über Ornette Coleman, USA, Regie: Shirley Clarke
- 1985: Vladimir Horowitz: The Last Romantic, Dokumentarfilm, USA, Regie: Albert Maysles und David Maysles
- 1988: Thelonious Monk: Straight, no Chaser, Dokumentarfilm, USA 1988, Regie: Charlotte Zwerin
- 1988: Let’s get lost, Dokumentarfilm über Chet Baker, USA, Regie: Bruce Weber
- 1988: Bird, Spielfilm über Charlie Parker, USA, Regie: Clint Eastwood
- 1990: Step Across the Border, Experimenteller Dokumentarfilm über Fred Frith, Deutschland und Schweiz, Regie: Nicolas Humbert und Werner Penzel
- 1991: Tous les matins du monde, Spielfilm über klassische Musik, Frankreich, Regie: Alain Corneau
- 1991: The Commitments, Spielfilm, UK/USA/Irland, Regie: Alan Parker
- 1996: Musik im 20. Jahrhundert – Die Revolution der Klänge, Vol. 1–7, mit Simon Rattle („Tanz auf dem Vulkan“, „Rhythmus“, „Klangfarbe“, „Drei Schicksale“, „Made in America“, „Nach der Katastrophe“, „Zu neuen Ufern“), BBC
- 1997: Blue Note – A Story of Modern Jazz, Dokumentarfilm über das Label Blue Note Records, Deutschland/USA, Regie: Julian Benedikt
- 1999: Buena Vista Social Club, Deutschland, USA, Großbritannien, Frankreich, Kuba, Regie Wim Wenders
- 2001: Made in Sheffield, Dokumentarfilm über die Geschichte der Musikszene in Sheffield, England von 1975 bis 1983, Großbritannien, Regie: Eve Wood, Bands: The Human League, Cabaret Voltaire, Clock DVA, Pulp (who ABC) und Heaven 17.
- 2009: El Sistema, Dokumentarfilm über Musikerziehung in Venezuela, Deutschland, Regie: Paul Smaczny
- 2020: Lydia Lunch - The War is never over, Dokumentarfilm, USA, Regie: Beth B
- 2021: Helmut Lachenman – My Way, Dokumentarfilm, Deutschland, Regie: Wiebke Pöpel, Deutscher Dokumentarfilmpreis 2021
- 2022: Moonage Daydream, Dokumentarfilm über David Bowie, Deutschland/USA, Regie: Brett Morgen